# Jessica Böhrs
Jessica Anne Boehrs (5 de março de 1980), mais conhecida como Jessica Böhrs, é uma atriz de cinema e televisão, além de cantora alemã. Fez vários filmes alemães independentes, mas é mais conhecida pela personagem Mieke Juntins, no filme de comédia americano EuroTrip (2004), estrelado por ela, Scott Mechlowicz e Michelle Trachtenberg, onde ela é creditada como Jessica Boehrs.
Como cantora, é mais conhecida por ter sido vocalista do projeto de Eurodance alemão Novaspace, entre 2002 e 2006.

## Carreira
| Ano       | Titulo                           | Papel                                 | Notas         |
| --------- | -------------------------------- | ------------------------------------- | ------------- |
| 2010-2013 | Kreuzfahrt ins Glück             | Andrea Herbst / Manuela 'Manu' Müller | 4 episódios   |
| 2011      | Hallo Robbie!                    | Marion Schöller                       | 8 episódios   |
| 2008      | Storm of Love                    | Jana Schneider                        | 8 episódios   |
| 2008      | Im Tal der wilden Rosen          | Cindy Kaloon                          | 3 episódios   |
| 2008      | Ein Ferienhaus auf Ibiza         | Anja                                  | Filme para TV |
| 2007      | Schloss Einstein                 | Nina                                  | 3 episódios   |
| 2006      | Love on Lake Garda               | Isabella Hofer                        | 14 episódios  |
| 2006      | One Way                          | Privilege Bartender                   |               |
| 2006      | Rosamunde Pilcher                | Marian Simmons                        | 15 episódios  |
| 2006      | Die Familienanwältin             | Biggi                                 | 1 episódio    |
| 2006      | They Know                        | Lacy                                  |               |
| 2005      | Zack! Comedy nach Maß            | Vários personagens                    |               |
| 2004      | EuroTrip                         | Mieke                                 |               |
| 2002      | Marienhof                        | Melanie Neuhaus                       | 1 episódio    |
| 2002      | Der Bulle von Tölz               | Birgit Hauser                         | 1 episódio    |
| 2000      | SOKO 5113                        | Lena Ries                             | 1 episódio    |
| 1999      | Die rote Meile                   | Nadine                                | 1 episódio    |
| 1999      | Unschuldige Biester              | Lisa Streckmann                       | Filme para TV |
| 1998      | Julia - Kämpfe für deine Träume! | Melanie Knaupp                        | Filme para TV |
| 1995      | Die Kreuzfahrt                   | Katja                                 | Filme para TV |